# ベラルーシ特殊作戦軍
ベラルーシ特殊作戦軍（ベラルーシとくしゅさくせんぐん、ベラルーシ語: Cілы спецыяльных аперацый Узброеных Сіл Рэспублікі Беларусь、略称:ССА УС РБ）は、ベラルーシ共和国軍の特殊部隊。

## 歴史
1990年代初頭、ベラルーシに駐屯していた第103親衛空挺師団（ヴィテブスク）、第38独立親衛空挺旅団（ブレスト）、第5独立特殊任務旅団、これらソ連軍を今後どうするのかという問題に直面した。独立宣言の際に発表された防衛原則では防衛的な軍隊を有することが明記され、空挺部隊、いわゆる先制攻撃部隊が新しい防衛原則には完全に適合しなかった。一部の政治家は空挺部隊の解散を提案したが、政府や参謀本部の意向で1995年9月に、第103親衛空挺師団傘下であった第317親衛空挺連隊、第350親衛空挺連隊を第317独立機動旅団と第350独立機動旅団にし、第38親衛空挺師団を縮小した第38独立機動旅団の3部隊が再編された。
2007年8月2日、特殊作戦軍(SAF)の創設が発表され、第38独立親衛空中強襲旅団、第103独立親衛空挺旅団、第5独立特殊任務旅団が構成部隊として含まれていた。
特殊作戦軍の部隊は、ベラルーシの地上部隊の中で唯一完全な準備態勢を維持している。 国際戦略研究所は2022年に兵力は6150と推定した。第38旅団と第103旅団は2017年に比較的新しいロシア製の2B23ノーナM1牽引120mm迫撃砲を受領し、2022年までに合計18基を実戦配置した。
2020年8月、特殊作戦軍はベラルーシの抗議デモの鎮圧に参加した。8月11日、ブレストでヒエナッズ・シュタウが第5独立特殊任務旅団のロマン・ガヴリロフ大尉に射殺された。2021年、地方裁判所はロマン・ガブリロフを被害者とみなし、ヒエナッズ・シュタウともう一人の抗議者を告発した。法廷では、デモ隊への陸軍将校の銃の使用が司令官であるヴァディム・デニセンコ少将によって許可されていたことが明らかにされた。

## 組織

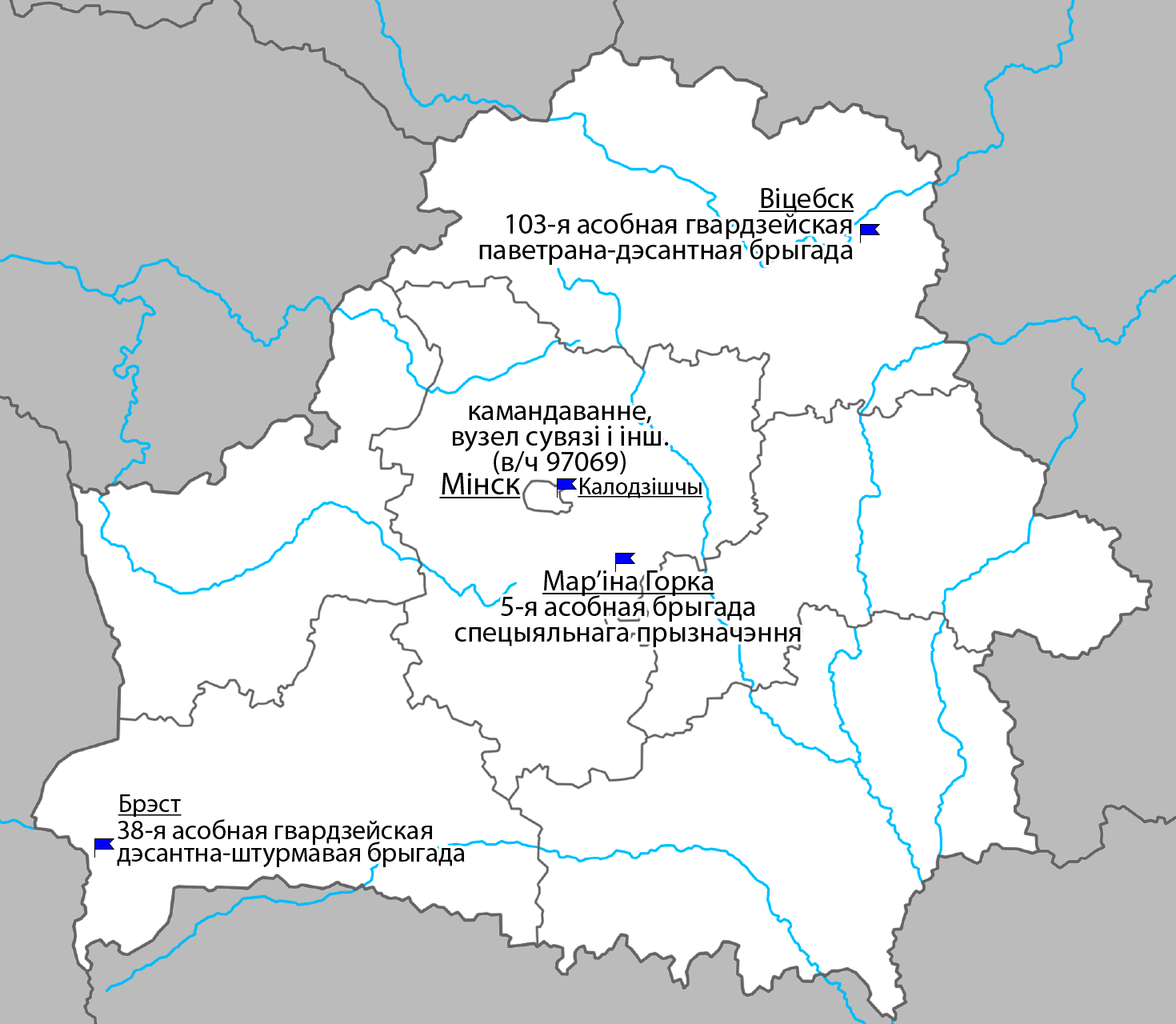
部隊所在地

| 名称                                             | 場所               |
| 旅団部隊                                         | 旅団部隊           |
| ------------------------------------------------ | ------------------ |
| 第5独立特殊任務旅団                              | マリージナ・ホルカ |
| 第38独立親衛空中強襲旅団                         | ブレスト           |
| 第103独立親衛空挺旅団                            | ヴィーツェプスク   |
| 支援部隊                                         |                    |
| 第91独立警備整備大隊                             | ミンスク           |
| 第742通信大隊                                    | ウェルズ           |
| 独立分遣隊                                       |                    |
| 第33独立親衛特殊任務部隊 (第103親衛独立機動旅団) | ヴィーツェプスク   |
| «特殊部隊» (第5独立特殊任務旅団の分遣隊)         | マリージナ・ホルカ |

## 装備

### 車両
| 名称             | 画像       | 製造国       | 所有数     | 備考       |
| 歩兵戦闘車       | 歩兵戦闘車 | 歩兵戦闘車   | 歩兵戦闘車 | 歩兵戦闘車 |
| ---------------- | ---------- | ------------ | ---------- | ---------- |
| BTR-ZD           |            | ソビエト連邦 | 22         |            |
| BTR-80           |            | ソビエト連邦 | 153        |            |
| BTR-70MB1        |            | ベラルーシ   | 64         |            |
| 歩兵機動車       |            |              |            |            |
| CS/VN3           |            | 中国         | 12         |            |
| Volat V1         |            | ベラルーシ   | 不明       |            |
| フォックスPM     |            | ベラルーシ   | 不明       |            |
| ケイマン（MBTS） |            | ベラルーシ   | 13両以上   |            |
| 砲               |            |              |            |            |
| D-30             |            | ソビエト連邦 | 24         |            |
| 2B23 ノナ-M1     |            | ソビエト連邦 | 18         |            |
| 兵員輸送車       |            |              |            |            |
| 東風 EQ2050F     |            | 中国         | 22         |            |
| MAZ-6317         |            | ベラルーシ   | 不明       |            |
| 配備予定車両     |            |              |            |            |
| ヴォラト V2      |            | ベラルーシ   |            |            |
| アシラック       |            | ベラルーシ   |            |            |
| フルート (RSZA)  |            | ベラルーシ   |            |            |
| ヴィティム       |            | ベラルーシ   |            |            |